# 曹真
曹 真（そう しん、? - 231年5月（太和5年3月））は、中国三国時代の魏の武将。字は子丹。従父（おじ）は曹操。父は曹邵（曹操の同世代の親族。異説として秦伯南）。弟は曹彬。姉妹は徳陽郷主（夏侯尚夫人）。子は曹爽・曹羲・曹訓・曹則・曹彦・曹皚。一族に曹休。『三国志』のうち『魏志』「諸夏侯曹伝」に彼の伝がある。
曹操・曹丕（文帝）・曹叡（明帝）の三代に仕え、魏の建国後は宗室の筆頭格の一人として重きをなした。曹叡の代に蜀漢の北伐から領土を守った。

## 生涯

### 若き日
初平元年（190年）、父の曹邵は曹操が挙兵した時に一族として呼応した。しかし、董卓方だった黄琬と悶着を起こして曹邵は殺害されてしまった。曹操は曹真が年少の身で父を失ったことを憐れみ、自らが引き取って他の子と同じように養い、曹丕と起居を共にさせた。
ある日、曹真は猟をしている時、虎に追われてしまったが、馬上から後ろ向きに矢を放ち、一撃で虎を倒した。曹操はその勇敢さを褒め、族兄弟の曹休とともに自らの親衛部隊「虎豹騎」の隊長とした。霊丘の賊を討ち、霊寿亭侯に封じられた。

### 魏の重鎮
曹操が漢中一帯を巡り劉備と争うと、偏将軍として兵の指揮を執り、族父の曹洪に従って下弁で呉蘭らを破り（「曹休伝」）、中堅将軍に任命された。曹操に従軍して長安に至り、中領軍を領した。
夏侯淵が陽安で戦死すると（定軍山の戦い）、曹操から征蜀護軍に任じられ徐晃らを指揮し、陽安で劉備軍の高翔を破った。曹操が自ら漢中に出向き諸軍を救援したが、曹真は武都に赴いて曹洪の軍を迎えとり、張郃と共に（「張郃伝」）陳倉に駐屯した。
黄初元年（220年）、曹丕（文帝）が禅譲により魏帝国を興し即位すると、鎮西将軍・仮節・都督雍涼州諸軍事となって、東郷侯に封じられた。
酒泉の張進が反乱すると、費曜を派遣しこれを鎮圧させた。また、張郃・郭淮・楊秋らを指揮して安定の盧水胡と東羌を討伐した（「張郃伝」「郭淮伝」）。事あるごとに諸軍を指揮して、雍州・涼州の反乱を鎮圧した。
黄初3年（222年）には洛陽に戻り、上軍大将軍・都督中外諸軍事・仮節鉞となったが、引き続き雍州・涼州の軍事も都督している。
同年から翌年（223年）にかけて、曹丕が呉に三方向から侵攻すると、夏侯尚らとともに朱然が守る江陵を攻撃した、揚州の牛渚で勝利したという記述もある。また曹真は別働隊を送り、江陵の中州で砦に立て籠っていた孫盛を撃破して砦を占拠し（『呉志』「呉主伝」によると223年春正月）、諸葛瑾の水軍を焼いて呉の援軍を防いだ。一方江陵城に土山を築いて矢を射掛けたり地下道を掘るなど様々な手だてを行ったが、朱然はこれをよく防ぎ、兵を励まし隙を窺い、魏陣2つを破った。包囲は半年に及び、呉軍からは内通者も出たが、朱然は内通者の存在をつきとめ死刑にした。最終的に朱然が守る江陵城を陥落させられず、223年3月に撤退している。中軍大将軍に昇進し、給事中を加えられた。
黄初7年（226年）、曹丕が崩御する際には、曹休・陳羣・司馬懿と共に曹叡を補佐するよう委ねられている。曹叡（明帝）が即位すると開府を許され（「陳羣伝」）、曹真は大将軍となり、邵陵侯に昇格した。
太和2年（228年）春、諸葛亮が指揮を執る蜀軍が攻めてきて祁山を包囲すると、一時的に南安・天水・安定の三郡が蜀に降伏したが、曹真は曹叡の命令で郿に布陣しその迎撃にあたった。曹真は別ルートより長安を伺う趙雲・鄧芝の軍に備え、大軍を派遣してこれを撃破した（『蜀志』「趙雲伝」）。街亭において張郃が馬謖を破ると（街亭の戦い）、蜀軍は撤退した。しかし安定の住民であった楊条が、他の住民を連れて月支城に立て籠もった。このため曹真が自ら出陣して城を包囲すると、楊条は大将軍が自らやって来たということで降参を申し出た。
曹真は諸葛亮が敗戦の反省を踏まえて、次は矛先を変えて陳倉に侵入してくるだろうと予測し、郝昭・王生に陳倉の守備を固めさせ、城を修治させた。同年冬、曹真の予測が的中し、諸葛亮が攻めて来て陳倉を包囲した。郝昭はわずかな兵で諸葛亮の軍勢を寄せ付けず、頑健に防衛した。このため曹真は費曜らを援軍として派遣した。諸葛亮は陳倉を落とせないまま兵糧が底を突き、張郃の援軍も駆け付けたので撤退した（陳倉の戦い）。その後、2900戸まで封地を加増された。
太和3年（229年）春に諸葛亮が再び動き、陳式に武都・陰平の二郡を攻撃させた為、郭淮が救援に向かったが、諸葛亮が自ら出撃して郭淮を防いだ。これにより郭淮は救援に失敗し、二郡は蜀によって攻め落とされたが、この時曹真が総指揮官としてどういう指示を行ったかは伝わっていない。

### 蜀征伐と死
太和4年（230年）、洛陽に朝見して大司馬となり、帯剣したままの昇殿と、宮殿内で早足で歩かなくてもよいこと（当時の宮殿内では、皇族でも臣下は屈んで早足で歩かなければならなかった）を認められた。
大司馬となった曹真は曹叡に対し、蜀を征伐することの必要性を説き、これを認められた。同年8月、長安を出発し子午谷より蜀に攻め入った。この作戦は、荊州方面の司馬懿に漢水を遡って漢中の南鄭を攻撃させるなど、斜谷道や武威といったいくつかのルートから一斉に侵攻する大規模なものであったが、秋の長雨が30日続き、桟道が一部崩壊するなどしたため失敗した。曹叡は曹真に命令し撤退させた(子午の役)。
洛陽に戻った曹真は間もなく重病となり、曹叡が自ら見舞ったが病状は好転せず、翌年春3月に死去した。跡は子の曹爽が継いだ。
曹真は同族である曹遵と同郷の朱讚らが早くに亡くなったため、二人の子供を哀れみ、面倒を見ていた。死去の直前に曹真は上奏して、自分の食邑を割いて、その子に与えるよう願った。この願いは聞き届けられ、二人の子は関内侯に封じられ、百戸が食邑として与えられた。
曹叡は生前の曹真が厚遇を受けた身でありながら、寛容かつ謙虚であったとして元侯の諡号を送った。
正始4年（243年）秋7月、曹芳（斉王）の時代に他の功臣らとともに曹操の霊廟前の広場に祭られた（『魏志』「斉王紀」）。

## 逸話
曹真は若い時に、従弟の曹遵や同郷出身の朱讃が早くに亡くなってしまったことを憐れみ、その子らに自身の封地を分け与えることを曹叡に願い出るなど、自らの幼い頃の苦労と重ね合わせたように情で報いている。また、恩賞が足りない者がいれば、自らの財産を与えるなどした。このため、曹真は将兵からの人望が厚く、指揮する軍の団結力も強固なものであったという。
曹真は肥満だったため、呉質から酒宴の席でそのことをからかわれて激怒したという逸話が残っている 。また、このとき同席していた、上記の曹洪や王忠らにも冷やかされた。後に、曹洪が曹丕の不興を買い罪に問われ逮捕されると、これを弁護している（『魏志』「曹洪伝」が引く『魏略』）。

## 一族
曹丕の時代に、既に弟の曹彬が列侯されていたが、曹真の没後、詔勅により曹爽の他すべての子（曹羲・曹訓・曹則・曹彦・曹皚）も揃って列侯された。嫡子曹爽は曹叡の没後に曹芳（斉王）の後見役を任され、政治の実権を握ったため一族は隆盛したが、失政が続いたため司馬懿のクーデター（高平陵の変）により失脚し、謀反の疑いをかけられ三族皆殺しとなった。嘉平年間に曹真の功績を鑑みて、従孫の曹熈が曹真の家を継ぐことが許され、新昌亭侯となっている。
姉妹に徳陽郷主（夏侯尚夫人）がいるため、夏侯玄は外甥に当たる。
また、『烈女伝』で有名な夏侯令女の夫である曹文叔も、曹真の甥である。

## 大将軍曹真残碑
清朝の道光年間（1821年 - 1850年）、陝西省西安の郊外で、曹真の業績を称えた石碑が発掘された。石碑は曹真の死亡から数年後の235年 - 236年の頃の建立と推定され、内容は一部しか残っていないものの、蜀漢の諸葛亮が攻めて来たのを曹真が迎撃したというものである。文章の書体（魏代の隷書）も書道史的に高い価値を持つ。なお、文中の「蜀」と「諸葛亮」の間の文字が削られているが、これは3世紀の建立時には魏の立場から「蜀賊諸葛亮」とあったのを、発掘後に『三国志演義』の諸葛孔明の大活躍を愛する地元民によって、「賊」の字が削り取られたものである。
（参考）大將軍曹眞殘碑（京都大学人文科学研究所画像データ）

## 『三国志演義』における曹真
『三国志演義』では、第一次北伐から全て司馬懿が諸葛亮を撃退したことになっており、曹真の功績は失われている。史実では諸葛亮に勝利した曹真であるが、演義では諸葛亮の圧倒的に優れたその知略の前に連戦連敗を喫し、腹心の王双を魏延に斬られ、同僚の司馬懿との賭けに負け、自分の能力の差に愕然とする。諸葛亮の離間工作によって群臣の多くが司馬懿を疑った時、「蜀か呉の計略ではないか」と一人彼を弁護したり、病気療養中に呉蜀が連合して魏に侵攻してきたという知らせを聞くや、自ら進んで都督の印綬を司馬懿に譲って全権を委ねるなど、曹真の活躍は司馬懿の引立て役としてのものとなっている。諸葛亮や司馬懿と自らの力量の差に心中苦しみ続け、そのことが原因で病にかかってしまう。最後は諸葛亮の罵言を記した書状を読み、憤死している。